# What’s Happened to Your Love?
What’s Happened to Your Love? – utwór litewskiego zespołu muzycznego Linas & Simona napisany przez wokalistę duetu Linasa Adomaitisa we współpracy z Michalisem Antoniousem, nagrany i wydany w 2004 roku oraz wydany na debiutanckim albumie studyjnym duetu zatytułowanym I Love U z 2005 roku.
Pod koniec grudnia 2003 roku piosenka została ogłoszona jedną z 54 propozycji zakwalifikowanych do stawki konkursowej krajowych eliminacji eurowizyjnych Eurovizijos dainu konkursas 2004, do których została dopuszczona spośród 70 zgłoszeń.
W połowie stycznia 2004 roku duet zaprezentował go w trzecim półfinale selekcji i awansował do finału, w którym ostatecznie zajął pierwsze miejsce po zdobyciu największego poparcia telewidzów oraz jurorów, dzięki czemu został wybrany na propozycję reprezentującą Litwę podczas 49. Konkursu Piosenki Eurowizji organizowanego w Stambule. 
12 maja duet zaśpiewał numer w finale widowiska i zdobył łącznie 26 punktów, przez co zajął 16. miejsce i nie awansował do finału.

## Lista utworów
CD Single
1. „What’s Happened to Your Love?” (Original)
2. „What’s Happened to Your Love?” (Sunshine Mix)
3. „What’s Happened to Your Love?” (Broken Mix)
4. „Interlude”
5. „What’s Happened to Your Love?” (Bedroom Version)
6. „Cassta Miquella” (Radio Edit)
7. „Cassta Miquella” (Extended Mix)